# 리양 (배드민턴 선수)

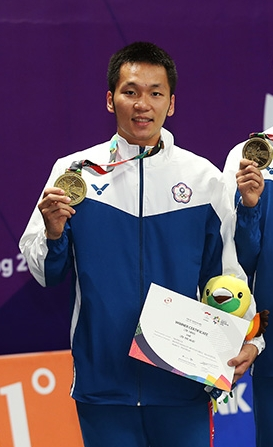

리양(중국어: 李洋, 병음: Lī Yáng, 1995년 8월 12일 ~ )은 대만의 배드민턴 선수이자 2020년과 2024년 올림픽 남자 복식 챔피언이다.

## 경력
1995년 타이베이시에서 태어났으며 부모는 진먼현 출신이다. 거주 등록은 진닝향으로 되어있다. 타이페이에서 배우고 자랐으며 5학년 때 배드민턴 경력을 시작했다.